# Klement Korff-Schmising-Kerssenbrock
Klement Korff-Schmising-Kerssenbrock (30. května 1912 Klatovy – 24. dubna 1989 Praha) byl signatář prohlášení české šlechty.

## Život
Vystudoval filozofickou fakultu Univerzity Karlovy obor Němčina a tělesná výchova. Po studiích učil na obchodní akademii. Po ukončení této profese pracoval jako asistent na Institutu tělesné výchovy a sportu. Byl trenérem lehké atletiky a zakladatelem Velké Kunratické. Po roce 1948 musel opustit své místo v ITVS a začal pracovat jako učitel tělesné výchovy na gymnáziu Na Vítězné pláni.

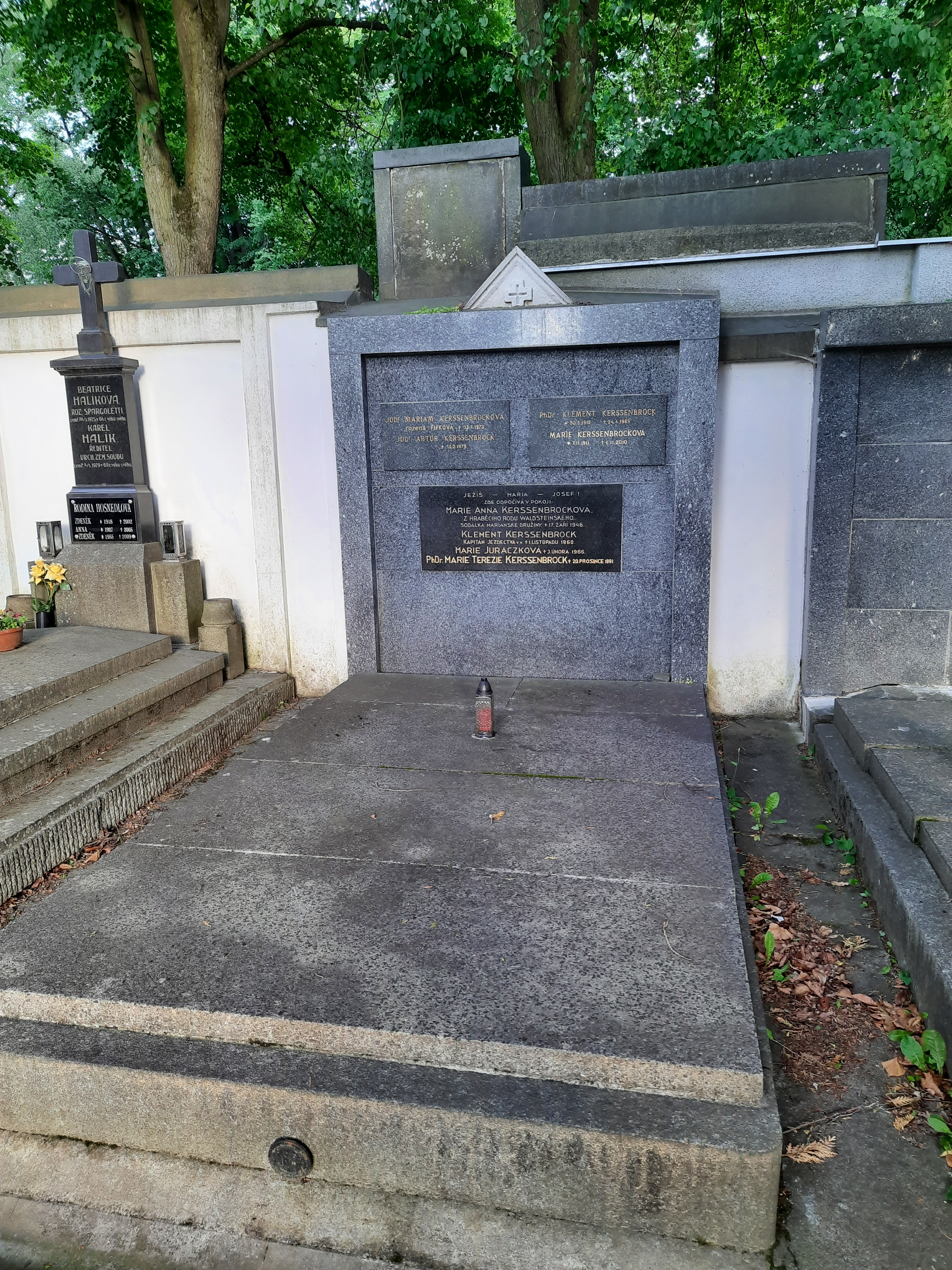
Rodinná hrobka na městském hřbitově v Klatovech

Zemřel roku 1989 v Praze. Pohřben byl v rodinné hrobce na městském hřbitově v Klatovech.

### Rodina
Jeho otec byl Clémens hrabě Korff-Schmising-Kerssenbrock (1883–1960), matka se jmenovala Marianne hraběnka Waldstein-Wartenberg (1886–1946) a měli spolu pět dětí. Klement se v Praze 25. července 1940 oženil s Marií Opočenskou (7. 11. 1911 Praha – 4. 11. 2010 Praha) a s ní měl dceru Kristinu (1942).

### Dílo
- Učebnice československé atletické amatérské unie / Jan Bém, Klement Kerssenbrock vydala Mladá Fronta v Praze 1949
- Metodika lehké atletiky / Klement Kerssenbrock vydavatel SPN v Praze 1958